# جنوب فرنسا

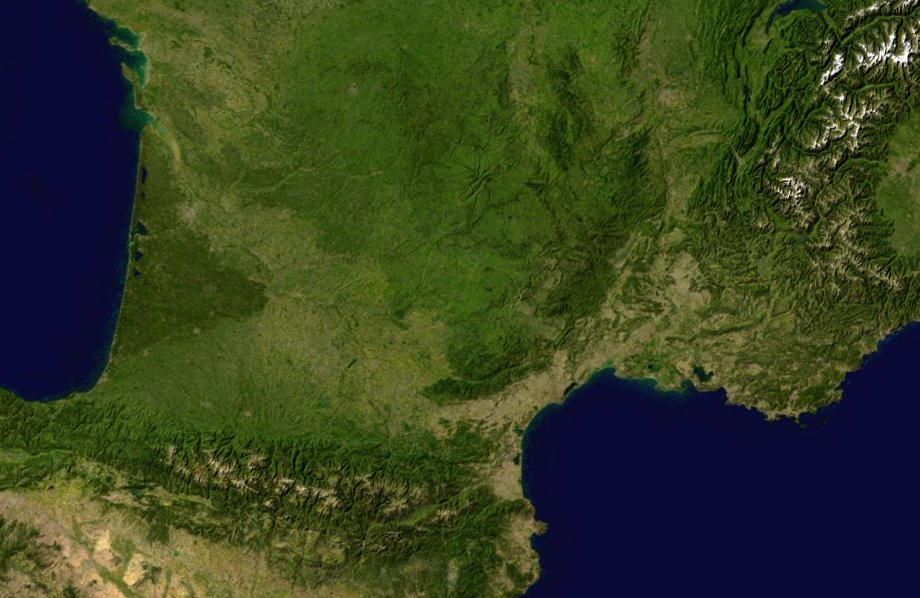
جنوب فرنسا, ميدي, صورة من قمر صناعي (NASA ناسا ورلد ويند)

تعرف المناطق في جنوب فرنسا باسم «ميدي». تجمع «ميدي» المناطق التالية (ميدي بيريني، لاندوك روسيلون، برفانس كوت دازور، كورسيكا، والجزء الجنوبي من روز الب)
حدود «ميدي» هي إسبانيا والبحر المتوسط جنوباٌ وإيطاليا شرقاٌ والمحيط الأطلسي غرباٌ.
أصل كلمة «ميدي» يعود إلى اللغة الفرنسية القديمة ويعني وسط اليوم. حيث أن «مي» تعني وسط و «دي» تعني يوم كما هو الحال في اللغة الإنجليزية "day"
سبب التسمية هو أن وضعية الشمس في منتصف النهار تشير إلى الجنوب في النصف الشمالي من الكرة الأرضية.
خلال العصور الوسطى وتحديداٌ في القرن الثاني عشر كان سكان منطقة «ميدي» ومنطقة «أكسيتانيا» يتحدثون لغة اسمها أكسيتان. أما سكان شمال فرنسا كانوا يتحدثون لغة اسمها أويل. هاتان اللغتان تعود أصولهما إلى اللغة اللاتينية.
تشتهر المناطق في جنوبي فرنسا بالمناظر الطبيعية الخلابة وشواطئ البحر. ومن أشهر المدن كان ونيس وتولون. إضافة إلى القرية الشهيرة سان تروبيه. تعتبر سان تروبيه من أشهر المناطق السياحية في فرنسا بعد العاصمة باريس.

## أفلام تم تصويرها في جنوب فرنسا
- إجازة السيد بين

## اقرأ أيضا
- كامارج